# Дигитална права
Дигитална права су она људска права и законска права која омогућавају појединцима да приступе, користе, креирају и објављују дигиталне медије или да приступе и користе рачунаре, друге електронске уређаје и телекомуникационе мреже. Концепт се посебно односи на заштиту и остваривање постојећих права, као што су право на приватност и слободу изражавања, у контексту дигиталних технологија, посебно интернета. Закони неколико земаља признају право на приступ Интернету.
Бројна људска права су идентификована као релевантна у погледу интернета. То укључује слободу изражавања, приватност и слободу удруживања. 
Надаље, идентификовани су и право на образовање и вишејезичност, права потрошача и изградња капацитета у контексту права на развој.
Неколико земаља усвојило је законе који захтевају од државе да ради на томе да осигура да приступ интернету буде широко доступан и/или да спречи државу да неоправдано ограничи приступ појединца информацијама и интернету:
- Костарика: У пресуди Врховног суда Костарике од 30. јула 2010. стоји: „Без страха од двосмислености, може се рећи да су ове технологије [информациона технологија и комуникација] утицале на начин на који људи комуницирају, олакшавајући везу између људи и институција широм света и елиминисање баријера простора и времена. У овом тренутку, приступ овим технологијама постаје основно средство за олакшавање остваривања основних права и демократског учешћа (е-демократија) и контроле грађана, образовања, слободе мишљења и изражавања, приступа информацијама и јавним услугама на мрежи, права на комуницирају са владом електронским путем и административном транспарентношћу, између осталог. Ово укључује основно право приступа овим технологијама, посебно право приступа Интернету или Ворлд Вајд Веб-у.“ [5]
- Естонија: 2000. године парламент је покренуо велики програм за проширење приступа интернету на селу. Интернет је, тврди влада, неопходан за живот у 21. веку.[6]
- Европска унија Од 2022. године, Европски парламент разматра Декларацију о дигиталним правима.[7]
- Финска : До јула 2010, свака особа у Финској је требало да има приступ широкопојасној вези од једног мегабита у секунди, према Министарству саобраћаја и комуникација.[8]
- Француска: У јуну 2009. Уставни савет, највиши француски суд, прогласио је приступ интернету основним људским правом у оштрој одлуци којом су укинути делови ХАДОПИ закона, закона који би пратио насилнике и без судског прегледати и аутоматски прекинути приступ мрежи онима који су наставили да преузимају недозвољени материјал након два упозорења.[9]
- Грчка: Члан 5А Устава Грчке каже да све особе имају право да учествују у информационом друштву и да држава има обавезу да олакша производњу, размену, ширење и приступ електронским преносивим информацијама.[10]
- Шпанија: Почевши од 2011. године, Телефоница, бивши државни монопол који држи уговор о „ универзалној услузи “ у земљи, мора да гарантује да ће понудити широкопојасни приступ по „разумној“ цени од најмање једног мегабајта у секунди широм Шпаније.[11]